# Cantone di Langeac
Il Cantone di Langeac era una divisione amministrativa dell'Arrondissement di Brioude.
A seguito della riforma approvata con decreto del 17 febbraio 2014, che ha avuto attuazione dopo le elezioni dipartimentali del 2015, è stato soppresso.

## Composizione
Comprendeva 11 comuni:
- Chanteuges
- Charraix
- Langeac
- Mazeyrat-d'Allier
- Pébrac
- Prades
- Saint-Arcons-d'Allier
- Saint-Bérain
- Saint-Julien-des-Chazes
- Siaugues-Sainte-Marie
- Vissac-Auteyrac